# Vladimiro Pini
Vladimiro Costantino Pini (Livorno, 12 agosto 1879 – Livorno, 19 gennaio 1959) è stato un militare e politico italiano.

## Biografia
Allievo dell'Accademia navale di Livorno nel 1896 viene promosso guardiamarina nel corpo dello Stato maggiore generale della marina dal 1º gennaio 1900. Si imbarca per la prima volta a bordo dell'incrociatore San Giorgio il 20 luglio 1897. Prende parte alla guerra di Abissinia e al corpo di spedizione inviato in Cina per reprimere la rivolta anticoloniale dei Boxer. Nel 1908 partecipa al comando di un contingente militare ai soccorsi alle popolazioni colpite dal terremoto calabro-siculo, opera che gli vale una medaglia di bronzo. Ha fatto parte della delegazione italiana della Marina alla conferenza navale per la riduzione degli armamenti (Londra, 1930). Al Ministero della marina ha svolto gli incarichi di Capo di Stato maggiore come capo reparto operazioni e capo di gabinetto del ministro. Ha comandato l'arsenale di La Spezia e presieduto il Consiglio superiore coloniale.

## Carriera
- 1º gennaio 1900 - Guardiamarina
- 1º luglio 1901 - Sottotenente di vascello
- 16 agosto 1907 - Tenente di vascello
- 16 maggio 1917 - Capitano di corvetta
- 16 settembre 1920 - Capitano di fregata
- 1º novembre 1926 - Capitano di vascello
- 19 novembre 1932 - Contrammiraglio
- 29 agosto 1934 - Ammiraglio di divisione
- 1º gennaio 1936 - Ammiraglio di squadra
- 28 gennaio 1943 - Ammiraglio di squadra designato d'armata